# MELTING (EP)
《MELTING》은 대한민국의 가수 현아의 미니 앨범이다.